# Acianthus corniculatus
Acianthus corniculatus är en orkidéart som beskrevs av Alfred Barton Rendle. Acianthus corniculatus ingår i släktet Acianthus och familjen orkidéer. Inga underarter finns listade i Catalogue of Life.